# Tetsunari Iida

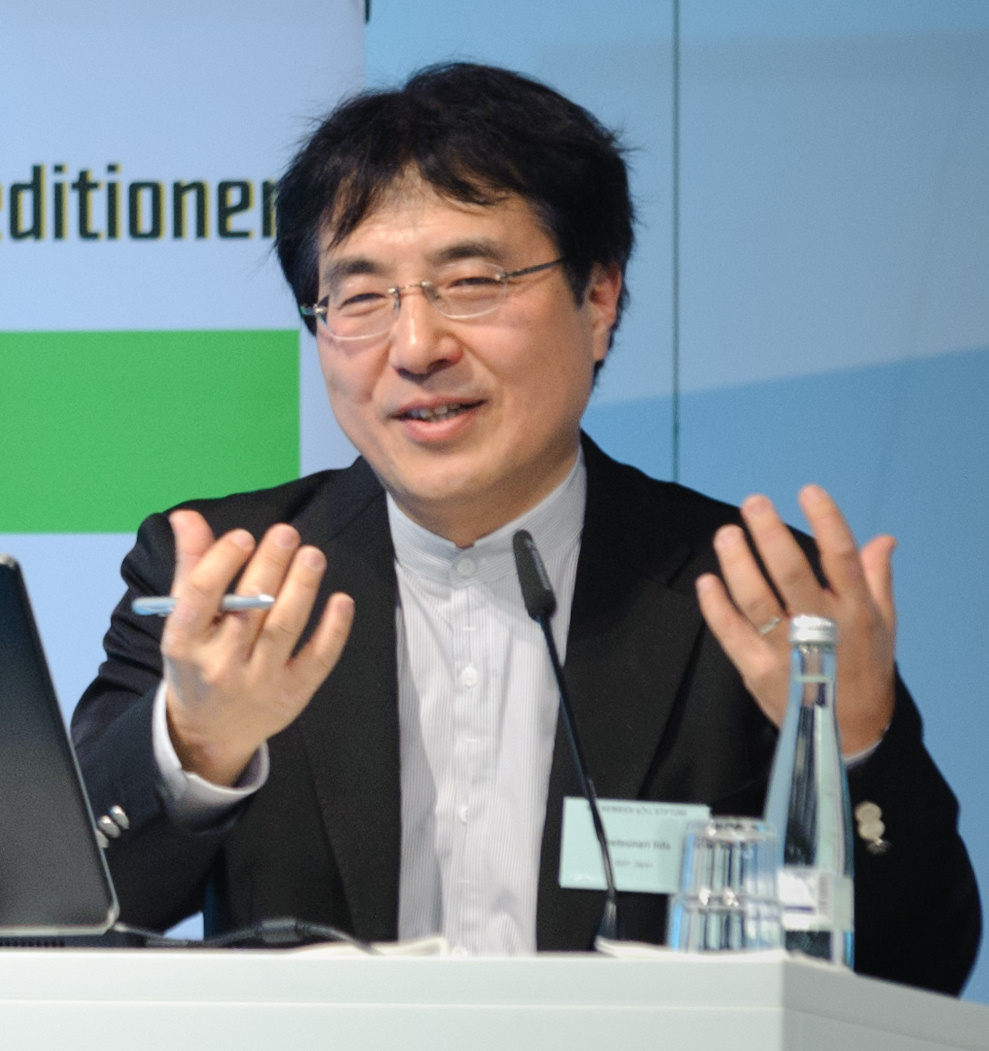
Iida in einer Konferenz der Heinrich-Böll-Stiftung in Berlin, 2011

Tetsunari Iida (jap. 飯田 哲也, Iida Tetsunari; * 8. Januar 1959 in Tokuyama (heute: Shūnan), Präfektur Yamaguchi) ist ein japanischer Nuklearwissenschaftler, Experte für erneuerbare Energien, Politikberater und Politiker.
Iida leitet das gemeinnützige Institute for Sustainable Energy Policies (ISEP, engl. für „Institut für nachhaltige Energiepolitik“) in Chūō, Tokio, und gehört zum Management der World Bioenergy Association und des REN21 – Renewable Energy Policy Network for the 21st Century sowie zum wissenschaftlichen Beirat der World Wind Energy Association und des Internationalen Grünen Kreuzes.
In Japan gilt Iida als einer der Meinungsführer auf dem Gebiet der erneuerbaren Energien. Er berät seit 2001 die japanische Regierung in Fragen des Klimawandels und organisierte eine Initiative für erneuerbare Energien im japanischen Parlament, die zu einem Fördergesetz führte. Weltweit trat er in verschiedenen Konferenzen zum Thema Energiepolitik auf.

## Biographie
Iida stammt aus der Präfektur Yamaguchi und machte 1983 seinen Abschluss als Master in Nuklearwissenschaften an der Universität Kyōto. Er arbeitete kurz für Kobe Steel und wechselte von dort zum Central Research Institute of Electric Power Industry, um sich der Nuklearforschung zu widmen. Von 1996 bis 1998 war er Gastforscher an der Universität Lund in Schweden; anschließend promovierte er an der Universität Tokio.
Von 1992 bis 2006 war er Bereichsleiter für Energie- und Umweltstudien am Japan Research Institute, einer Denkfabrik und Beratungsgesellschaft der Mitsui Financial Group; 2000 gründete er das Institute for Sustainable Energy Policies.
Iida war Mitglied in Ausschüssen für Klimawandel und Energiepolitik der Präfekturen Nagano und Fukushima. 2001 wurde er in das Umweltkomitee der Präfekturverwaltung von Tokio und in das Klimawandel-Komitee des japanischen Umweltministeriums berufen. In den folgenden Jahren war er auch Mitglied der Komitees für Energiepolitik und für erneuerbare Energien des Wirtschafts- und Industrieministeriums. Seit 2009 gehört er zur Arbeitsgruppe für Klimawandel des Kabinettsbüros.
Iida lehrt Erneuerbare-Energien-Politik an der Universität Tokio und veröffentlichte mehrere Bücher zu diesem Themengebiet.

## Politik
Die Japan Times porträtierte Tetsunari Iida als Mitglied der japanischen Bürgerbewegung für die Nutzung erneuerbarer Energien. Iida bezeichnet sich als Aktivist und sieht sein Ziel in einer „Demokratisierung der japanischen Energiepolitik“ nach dem Vorbild der nordeuropäischen Länder. Er kritisierte die Interessensverstrickungen zwischen Energiewirtschaft, Atomkraftwerksherstellern, Behörden und Politikern in Japan, für die er den Begriff „Nuclear Village“ mitprägte, und teilt damit die kritische Einstellung von Premierminister Naoto Kan und der Internationalen Atomenergie-Organisation (IAEO).
Im Zuge der Nuklearkatastrophe von Fukushima bekräftigte Iida, der als Mitarbeiter von Kobe Steel die im Kernkraftwerk Fukushima Daiichi eingesetzten Atommüll-Lagerbehälter mitentwickelt hatte, seine Forderung nach einem Atomausstieg Japans. Bereits ausgefallene Kernkraftwerke seien kurzfristig durch eine volle Nutzung bestehender Wärmekraftwerke ersetzbar, und die übrigen langfristig durch erneuerbare Energien, vor allem durch Wind- und Solarenergie. Er nannte Deutschland als Beispiel für eine vorbildliche Energiepolitik.
In einem von der Universität der Vereinten Nationen veröffentlichten Interview sprach er von einer Tabuisierung neuer Energieformen, die auf der breiten Zustimmung der japanischen Bevölkerung zur Kernenergie basierte und sich durch die Fukushima-Katastrophe gelockert habe. Er plädierte dafür, die Netzmonopole der großen Energiekonzerne wie Tepco zu zerschlagen und dadurch die Einspeisung von Strom aus erneuerbaren Energien zu erleichtern.
Bei der Gouverneurswahl in Yamaguchi 2012 bewarb sich Iida um die Nachfolge von Sekinari Nii, unterlag aber Shigetarō Yamamoto.
Im November 2012 beteiligte er sich an der Gründung der kurzlebigen Nippon Mirai no Tō von Yukiko Kada, in der er zunächst alleiniger stellvertretender Vorsitzender (daihyō daikō) war. Bei der Unterhauswahl 2012 kandidierte Iida im 1. Wahlkreis Yamaguchi gegen den liberaldemokratischen Amtsinhaber Masahiko Kōmura und unterlag deutlich mit 18 % der Stimmen gegenüber 66 % für Kōmura.